# دانا اندروز
دانا اندروز (بالإنجليزية: Dana Andrews)‏ (و. 1909 – 1992 م) هو ممثل، وممثل أفلام، وممثل تلفزيوني، ونقابي، من الولايات المتحدة الأمريكية، كان عضوًا في الحزب الجمهوري، توفي في لوس ألاميتوس، أورانج، كاليفورنيا، عن عمر يناهز 83 عاماً بسبب ذات الرئة، وفشل القلب.

## وصلات خارجية
- دانا اندروز على موقع IMDb (الإنجليزية)
- دانا اندروز على موقع الموسوعة البريطانية (الإنجليزية)
- دانا اندروز على موقع روتن توميتوز (الإنجليزية)
- دانا اندروز على موقع ألو سيني (الفرنسية)
- دانا اندروز على موقع ميوزك برينز (الإنجليزية)
- دانا اندروز على موقع تيرنر كلاسيك موفيز (الإنجليزية)
- دانا اندروز على موقع أول موفي (الإنجليزية)
- دانا اندروز على موقع قاعدة بيانات برودواي على الإنترنت (الإنجليزية)
- دانا اندروز على موقع قاعدة بيانات الأفلام السويدية (السويدية)
- دانا اندروز على موقع إن إن دي بي (الإنجليزية)